# بطولة ويمبلدون 1957
قائمة ببطولات ويمبلدون لسنة 1957:

## فردي رجال
ليو هاود هزم  أشلي كوبر . النتيجة: 6-2 4-6 7-5 6-4

## فردي سيدات
ألثا جبسون هزمت  دارلين هارد. النتيجة: 6-3, 6-1